# P-glycoproteïne
P-glycoproteïne is een transporteiwit dat is gelokaliseerd in de plasmamembraan van de cel, vooral die van de dunne darm en de nieren. Het heeft een fysiologische functie. P-glycoproteïne bestaat uit meer dan 1200 aminozuren.
Het komt onder andere voor in lever, nieren en darmen. Het fungeert als pomp om stoffen uit de cel te verwijderen. Door deze transportfunctie kan P-glycoproteïne ook verantwoordelijk zijn voor geneesmiddelinteracties, bijvoorbeeld in geval van geneesmiddelen die in de nieren door middel van P-glycoproteïne actief worden uitgescheiden. Er bestaat een verband tussen P-glycoproteïne en het CYP3A4.

## Fysiologische functie
P-glycoproteïne pompt allerlei substraten (bijvoorbeeld steroïden, peptiden en cytostatica) de cel uit. Het wordt met name gevonden in bijnieren, nieren, lever, jejunum, colon, endotheelcellen van de bloed-hersenbarrière, testes, stamcellen in beenmerg en in de zwangere uterus. Het komt dus vooral voor in epitheelcellen van organen die betrokken zijn bij de excretie en het zorgt dan ook voor verwijdering uit de cel van onder andere xenobiotica (lichaamsvreemde stoffen), waaronder cytostatica.
In de nieren bevindt P-glycoproteïne zich in de luminale membraan van de proximale tubulus. Daar transporteert het hydrofobe en neutrale stoffen zoals corticosteroïden en digoxine. Klinisch kan dit transportmechanisme van belang zijn voor interacties van geneesmiddelen wanneer verschillende geneesmiddelen via ditzelfde mechanisme worden uitgescheiden.
In het maag-darmkanaal zorgt de pomp er dus voor dat een geabsorbeerd geneesmiddel direct weer wordt uitgescheiden. Deze pomp draagt zodoende bij tot een afgenomen biologische beschikbaarheid. Daarnaast komt deze pomp ook voor in de nier en draagt daar bij aan de actieve uitscheiding van geneesmiddelen. Voorbeeld hierbij is het digoxine wat deels zo actief via de nier wordt uitgescheiden

## Verband met cytochroom 450
Cytochroom P450 is de verzamelnaam voor een groot aantal enzymen waaronder CYP3A4 die verantwoordelijk zijn voor talloze oxidatieve reacties van zowel endogene als exogene verbindingen (onder andere geneesmiddelen). Het wordt vooral in de lever en de darmmucosa aangetroffen.
Gebleken is dat er een grote groep geneesmiddelen is die zowel substraat of blokker zijn van het CYP3A4 als blokker van P-glycoproteïne. Enkele voorbeelden van deze stoffen zijn kinidine, verapamil, hydrocortison, diltiazem, ciclosporine, erytromycine en tamoxifen. Er zijn twee inductoren bekend: rifampicine en hypericum.
Deze stoffen leiden bij dabigatran en rivaroxaban tot gevaarlijk hogere bloedspiegels.
Interacties van bovenbeschreven geneesmiddelen met cytostatica kunnen dus op meerdere mechanismen berusten. Het relatieve aandeel van P-glycoproteïne versus CYP3A4 in de farmacokinetiek van cytostatica is moeilijk te bepalen. Vaak worden hiervoor radioactieve isotopen gebruikt, zoals radioactief verapamil.